# Paroisse de Saint-Michel de Vaudreuil

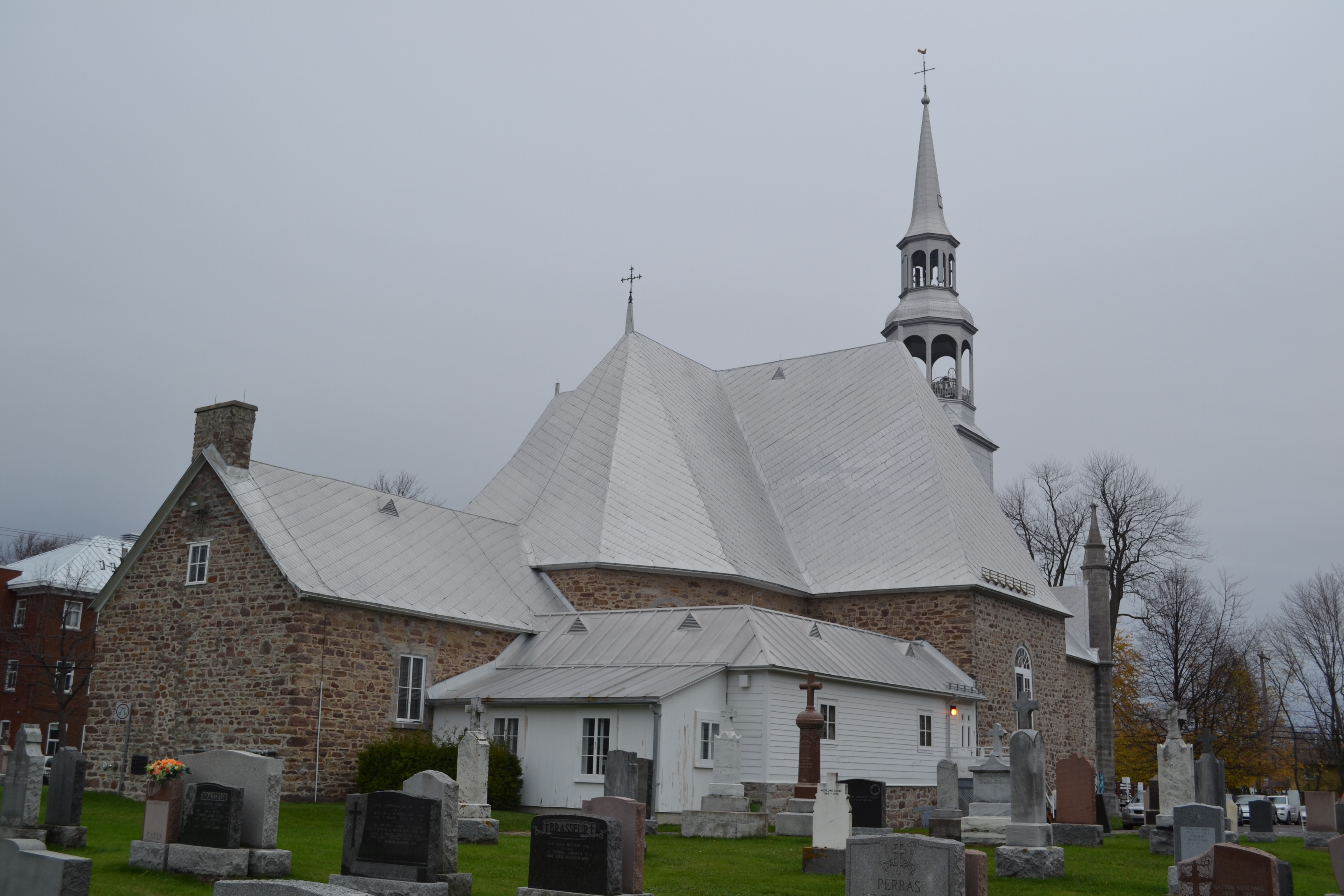
L'église Saint-Michel de Vaudreuil à Vaudreuil-Dorion.

La paroisse de Saint-Michel de Vaudreuil est une ancienne municipalité de paroisse du Québec.

## Historique
La municipalité de paroisse de Saint-Michel de Vaudreuil fait maintenant partie de la ville de Vaudreuil-Dorion.